# Conomitrium crassicolle
Conomitrium crassicolle là một loài Rêu trong họ Fissidentaceae. Loài này được Besch. mô tả khoa học đầu tiên năm 1891.